# Camponotus festai
Camponotus festai är en myrart som beskrevs av Carlo Emery 1894. Camponotus festai ingår i släktet hästmyror, och familjen myror.

## Underarter
Arten delas in i följande underarter:
- C. f. festai
- C. f. riedeli